# Воздушный выключатель

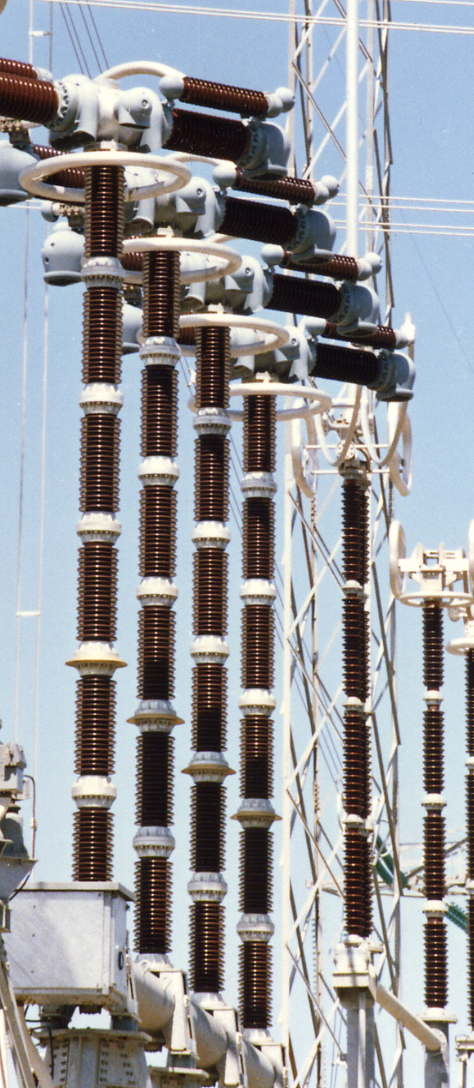

Воздушный выключатель (англ. air-blast switch) — высоковольтный выключатель, у которого гашение электрической дуги и перемещение контактов производится потоком сжатого воздуха, который создаётся отдельным устройством (в отличие от автогазового выключателя — здесь газы для дугогашения создаются внутри самого аппарата). Согласно ГОСТ Р52565-2006:
Выключатель воздушный: Выключатель, в котором дуга образуется в потоке воздуха высокого давления.

## Классификация воздушных выключателей
Воздушные выключатели подразделяются:
- по конструктивному исполнению:
  - выключатели с отделителем;
  - выключатели без отделителя.
- по назначению:
  - распределительные - номинальное напряжение до 750кВ, номинальный ток - до 3200А, отключающая способность - 40 - 50кА;
  - генераторные - номинальное напряжение до 25кВ, номинальный ток - до 20кА, отключающая способность - до 160кА.

## Дополнительные элементы для воздушных выключателей
Поскольку воздушный выключатель не способен самостоятельно создавать поток сжатого воздуха, то для его работы необходимы следующие дополнительные элементы:
- Устройство создания сжатого воздуха - компрессор;
- Система пневмопроводов;
- Устройство хранения сжатого воздуха - ресивер

Согласно ГОСТ Р52565-2006:
Воздушные выключатели должны содержать следующие устройства:
а) манометр, показывающий давление воздуха в резервуаре выключателя (полюса, элемента полюса);
б) реле минимального давления или электроконтактный манометр (один или, если требуется, два) с контактами, обеспечивающими подачу сигнала о снижении давления ниже допустимого, а также разрыв соответствующих цепей управления; при наличии в выключателе электроконтактного манометра манометр по перечислению а) не требуется;
в) запорный вентиль, устанавливаемый на общем воздухопроводе выключателя (полюса);
г) обратный клапан, препятствующий выходу сжатого воздуха из резервуара (или резервуаров) выключателя при понижении давления в подводящем воздухопроводе (магистрали);
д) фильтр для очистки поступающего в выключатель воздуха;
е) указатель действия вентиляции (при её наличии); при применении тальковых дросселей продувки наличие указателя действия вентиляции необязательно;
ж) устройство для слива воды из нижней части резервуара (резервуаров) и выпуска воздуха.

## Принцип работы воздушного выключателя
Гашение дуги в воздушном выключателе может происходить как продольным так и поперечным движением воздуха. Количество контактных разрывов в одном полюсе зависит от номинального напряжения выключателя. Параллельно дугогасящим контактам обычно подключается шунтирующие
сопротивление для облегчения гашения дуги.
Принципы работы механизмов в выключателях с отделителем и без отделителя несколько отличается.
- В выключателях с отделителем дугогасящие контакты соединены с поршнями в контактно - поршневой механизм. Последовательно с дугогасительными контактами включен отделитель. Дугогасящие контакты с отделителем образуют полюс выключателя. Во включённом состоянии выключателя  дугогосящие контакты  и отделитель замкнуты. При подаче сигнала на отключение, срабатывает электромагнитный пневмоклапан, который открывает пневмопровод и воздух от расширителя (ресивера), воздействует на поршни дугогасящих контактов. Контакты размыкаются и возникающая дуга гасится потоком воздуха, затем отключается отделитель, разрывая остаточный ток.  Время подачи воздуха рассчитывается так, чтобы возникшая дуга была гарантированно погашена. Как только подача воздуха прекращается, дугогасительные контакты возвращаются во включённое состояние, а разрыв цепи обеспечивается разомкнутым отделителем. Конструктивно отделитель может быть выполнен открыто — такая конструкция обычно применяется в выключателях вплоть до 35 кВ. В выключателях на большее номинальное напряжение отделители изготовляются в виде воздухонаполненных камер. Примером выключателя с отделителем может быть выключатель ВВГ-20 (СССР).
- В выключателях без отделителя дугогасящие контакты выполняют роль как дугогашения так и разрыв цепи в отключённом состоянии (функции отделителя).

В конструкции выключателей без отделителя применяются воздухонаполненные камеры (резервуары) с размещёнными внутри них дугогасительными устройствами. Привод контактов отделён от гасящей среды. Контакты могут быть выполнены одно- и двухступенчатыми.

## Преимущество воздушных выключателей
- Очень высокая отключающая способность и быстрое ее восстановление при автоматическом повторном включении;
- Большое число циклов срабатывания;
- Пневматический привод как отключения, так и включения, не зависимый от наличия на подстанции оперативного тока, что позволяет при наличии давления в пневмосистеме включить полностью обесточенную подстанцию;
- Воздушные выключатели давно эксплуатируются в энергосистемах России и СНГ и имеется большой опыт их эксплуатации и ремонта;
- Ремонтопригодность (особенно по сравнению с элегазовыми выключателями).

## Недостатки воздушных выключателей
- Необходимость наличия развитой пневмосистемы и компрессорного оборудования;
- Сильный шумовой эффект при отключении токов К.З.
- Большие габариты (особенно по сравнению с элегазовыми), что вызывает большие размеры ОРУ.

## Эксплуатация
Особенности воздушных выключателей обуславливают их применение на мощных узловых подстанциях и объектах генерации, где требуется очень высокая отключающая способность и ее быстрее восстановление, а большие габариты выключателя и сложность его пневмосистемы не играют роли.
В мире этот тип выключателей в основном используется в энергосистемах России и СНГ (в сетях 35 кВ и выше). Имеется мировая тенденция замены воздушных выключателей на элегазовые выключатели и вакуумные выключатели начиная с 1960-х гг .